# Nick Simper
Nicholas Simper, detto Nick (Norwood Green, 3 novembre 1945), è un bassista britannico.
È famoso per essere stato uno dei fondatori dei Deep Purple.
Prima di fondare i Deep Purple, Simper suonò con molte band, come i "Lord Sutch's Savages", dove incontrò Ritchie Blackmore, e i "The Flower Pot Men", dove al piano vi era Jon Lord. Con i Deep Purple ha realizzato i primi tre album, prima di essere sostituito da Roger Glover nel 1969.
Dopo essere stato licenziato dai Deep Purple, Simper lavorò con Marsha Hunt e con le seguenti band: Warhorse, Nick Simper's Dynamite, Flying Fox, Nick Simper's Fandango, Quatermass II e The Good Old Boys.

## Discografia

### Con i Deep Purple

#### Album in studio
- 1968 - Shades of Deep Purple
- 1968 - The Book of Taliesyn
- 1969 - Deep Purple

#### Live
- 2002 - Inglewood - Live in California

### Con i Warhorse
- 1970 - Warhorse
- 1972 - Red Sea

### Con i Nick Simper's Fandango
- 1979 - Slipstreaming
- 1980 - Future Times

### Con Rosco Gordon
- 1983 - Rosco Rocks Again

### Con i Quatermass II
- 1997 - Long Road